# حصن العوشان (حورة)
'

تعديل مصدري - تعديل

حصن العوشان هي إحدى قرى عزلة حوره بمديرية حورة التابعة لمحافظة حضرموت، بلغ تعداد سكانها 98 نسمة حسب تعداد اليمن لعام 2004.